# Plasma (fisica)

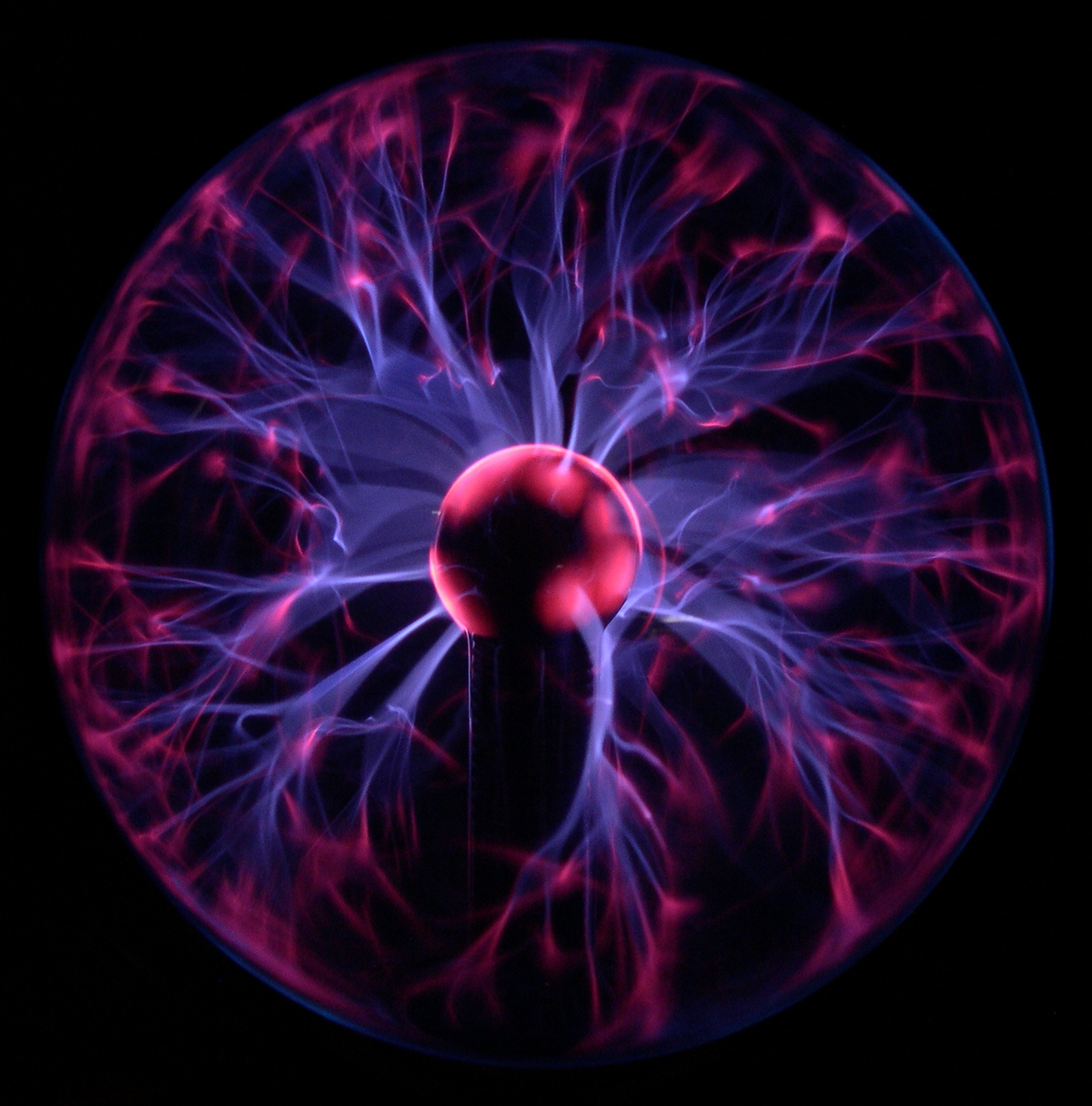
Lampada al plasma

In fisica e chimica, il plasma è un gas costituito da un insieme di elettroni e ioni e globalmente neutro (la cui carica elettrica totale è nulla). In quanto tale, il plasma è considerato come il quarto stato della materia, che si distingue quindi dal solido, dal liquido e dall'aeriforme, mentre il termine "ionizzato" indica che una frazione abbastanza grande di elettroni è stata strappata dai rispettivi atomi.
Fu identificato da Sir William Crookes  nel 1879 e chiamato "plasma" da Irving Langmuir nel 1927. Le ricerche di Crookes portarono alla realizzazione dei cosiddetti tubi di Crookes, gli antenati dei tubi catodici e delle lampade al neon.
Essendo costituito da particelle cariche, i moti complessivi delle particelle del plasma sono in gran parte dovuti alle forze elettriche a lungo raggio che si vengono continuamente a creare, e che a loro volta tendono a mantenere il plasma complessivamente neutro; questo fatto stabilisce una differenza importante rispetto ai gas ordinari, nei quali invece i moti delle particelle sono dovuti a forze che si estendono al massimo per qualche primo vicino. Le cariche elettriche libere fanno sì che il plasma sia un buon conduttore di elettricità, e che risponda fortemente ai campi elettromagnetici.
Mentre sulla Terra la presenza del plasma è relativamente rara (fanno eccezione i fulmini e le aurore boreali), nell'Universo costituisce più del 99% della materia conosciuta: si trovano infatti sotto forma di plasma le stelle (incluso naturalmente il Sole) e le nebulose. Infine, un altro esempio di plasma è rappresentato dallo strato di gas ionizzato ed estremamente caldo che si forma sullo scudo termico dei veicoli spaziali al rientro nell'atmosfera.

## Storia della fisica dei plasmi

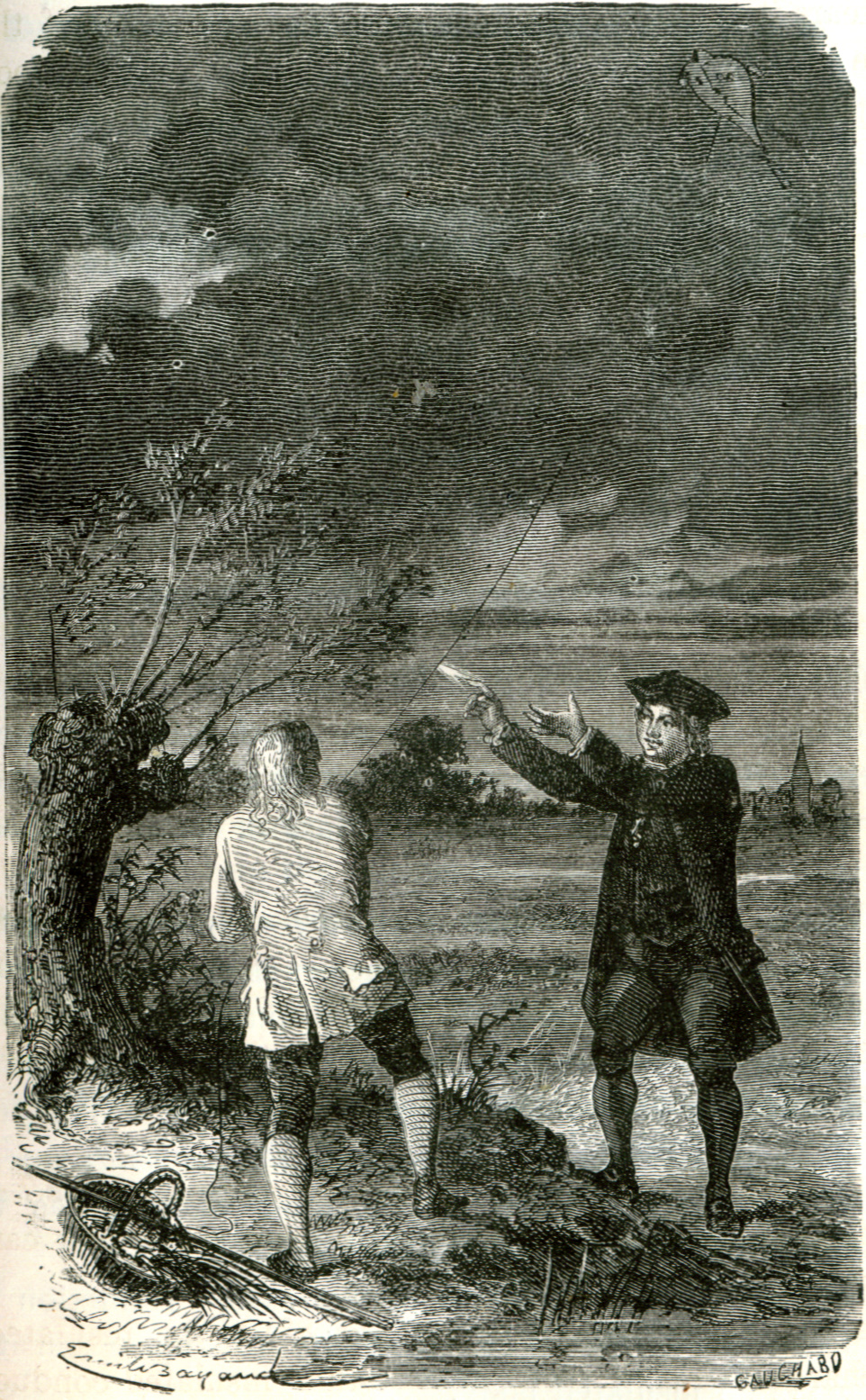
Incisione dell'epoca che riproduce il celebre esperimento di Benjamin Franklin sulla natura elettrica del fulmine

Il plasma è spesso definito come "quarto stato" della materia: in questo senso, esso riproduce l'idea dei quattro elementi (il fuoco, la terra, l'aria e l'acqua), che storicamente si fa risalire al filosofo greco Empedocle. I primi esperimenti riguardanti i plasmi coincidono però con le prime scoperte sull'elettromagnetismo. Le prime scoperte sulle proprietà delle scariche elettriche nei gas vengono fatte risalire al leggendario esperimento di Benjamin Franklin, che scoprì la natura elettrica del fulmine: il 15 giugno 1752, a Filadelfia, egli usò come dispositivo un aquilone, legato all'estremità di un filo di canapa. All'altra estremità egli appese una chiave, e portò l'aquilone vicino alle nuvole durante un temporale. Tenendo a distanza con un nastro di seta l'estremità con la chiave, per proteggersi le mani, vide che la chiave si muoveva per effetto dell'accumulo di cariche elettriche, e che poteva caricare con questa una bottiglia di Leida (un tipo di esperienza che egli aveva già effettuato nei suoi studi sull'elettrostatica).
Studi più precisi coincidono con la creazione dei primi tubi da vuoto, i tubi di Crookes appunto, che Sir William Crookes cominciò a studiare negli anni successivi al 1870 modificando il prototipo creato da Heinrich Geissler, che si chiama appunto tubo di Geissler. Proprio un tubo simile a questo portò Röntgen alla scoperta dei raggi X.
Gli studi sui plasmi rimasero però più che altro una curiosità: fanno eccezione gli studi approfonditi di Nikola Tesla sulle scariche di plasma RF, sulle lampade al plasma, sul plasma freddo per la produzione di ozono e sui plasmoni, e di Irving Langmuir, che studiò in particolare (negli anni successivi al 1920) l'interazione dei plasmi con le pareti del contenitore nei quali i plasmi stessi venivano formati: proprio per questi studi egli vinse il premio Nobel nel 1932. L'interesse sistematico per lo studio dei plasmi inizia invece alla fine degli anni cinquanta, quando la Conferenza di Ginevra Atoms for peace sancisce l'inizio degli studi su uno sfruttamento pacifico della Fusione nucleare. Contemporanea è la costituzione dell'Agenzia Internazionale per l'Energia Atomica (IAEA, 1957).
Più o meno nello stesso periodo cominciano i primi studi sugli effetti di un campo magnetico sui gas ionizzati (per es. della ionosfera) compiuti dal fisico svedese Hannes Alfvén, che lo porteranno a vincere il premio Nobel nel 1970. Questi studi porteranno alla spiegazione del meccanismo delle fasce di van Allen in termini di moti di ioni ed elettroni.
Oggi la fisica del plasma è un settore in piena espansione, non solo per quanto riguarda la Fusione nucleare, ma anche le applicazioni industriali (trattamento di superfici, il taglio al plasma, gli schermi al plasma) e la propulsione spaziale.

## Classificazione

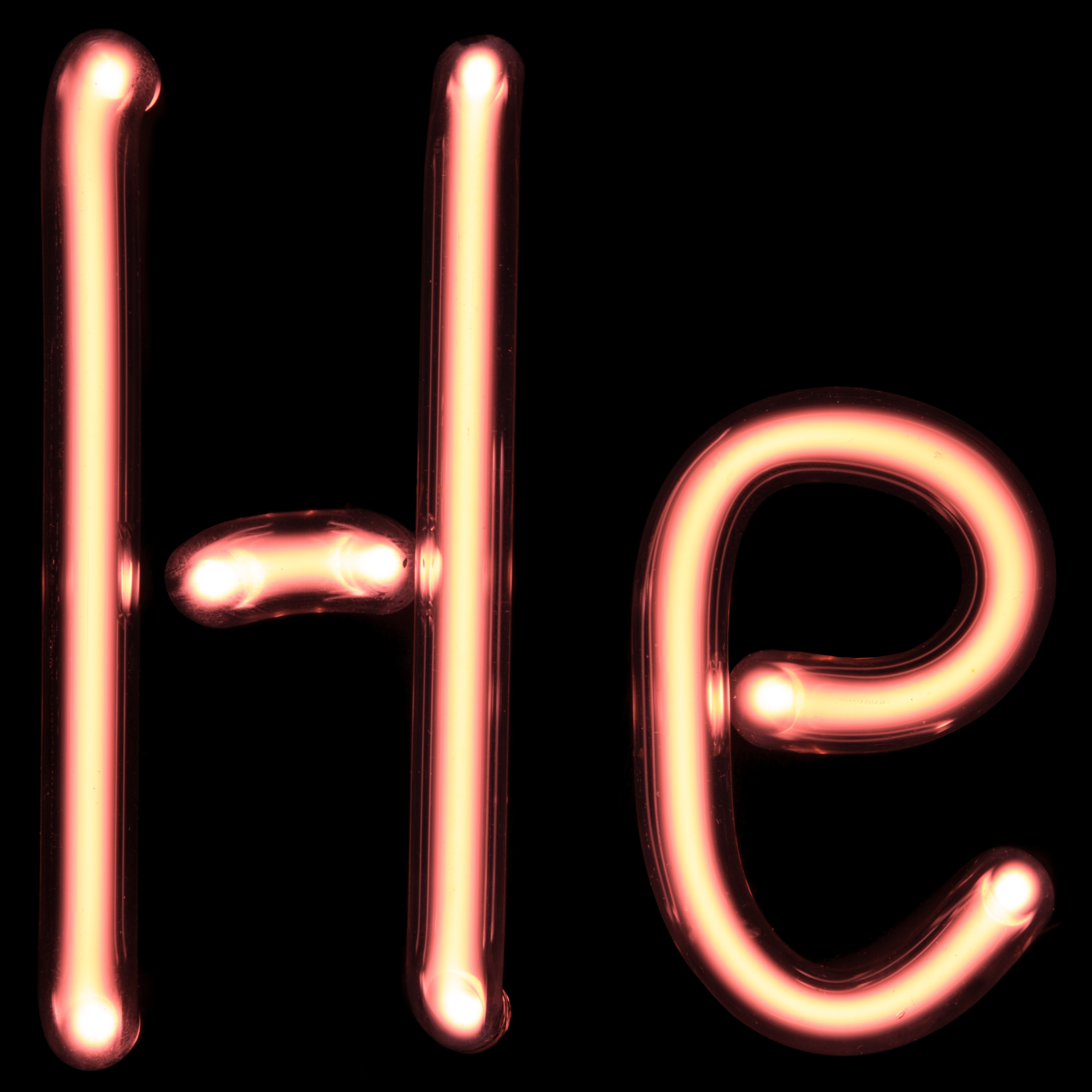
Colore emesso da un tubo riempito di Elio: arancione (temperatura di colore).
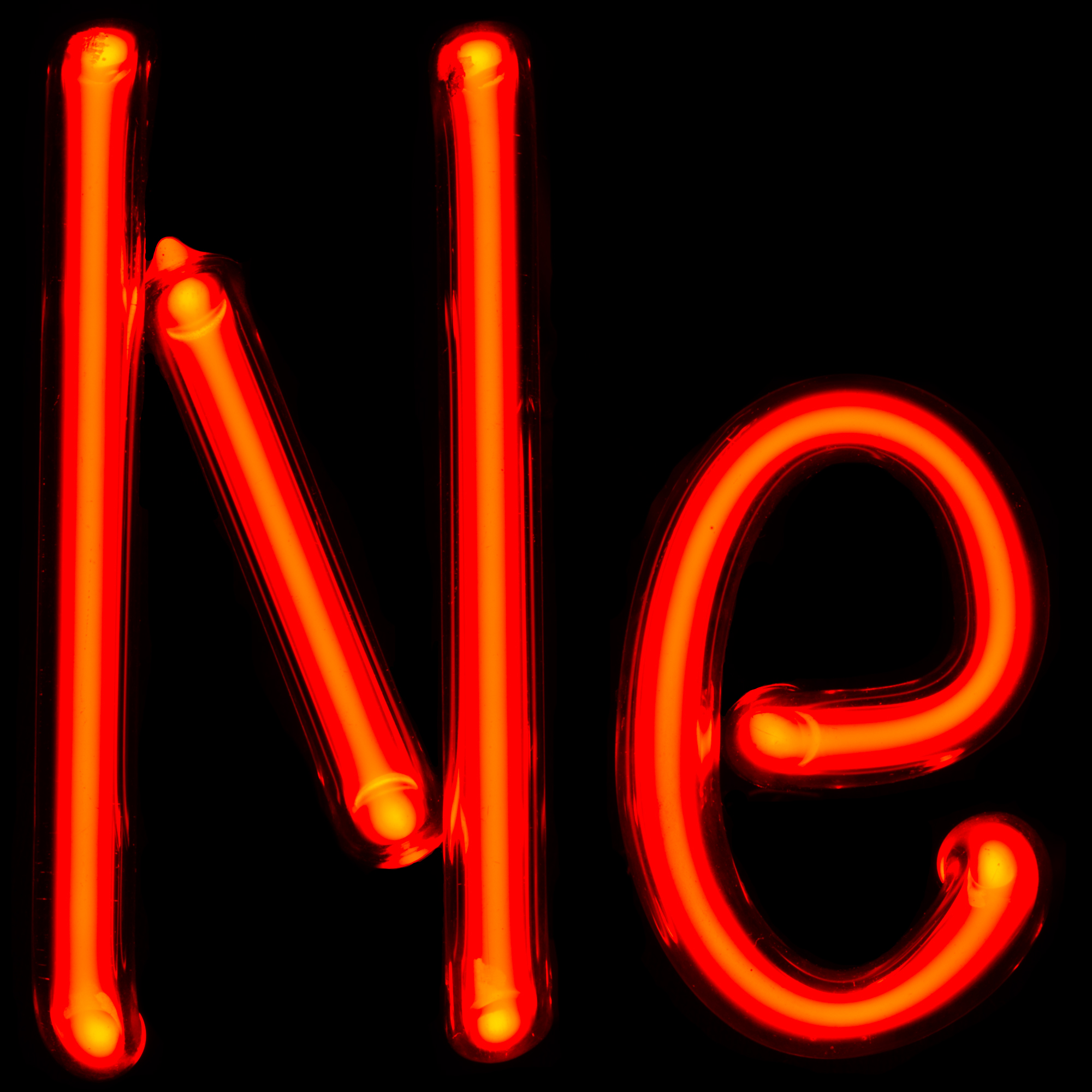
Colore emesso da un tubo riempito di Neon: rosso
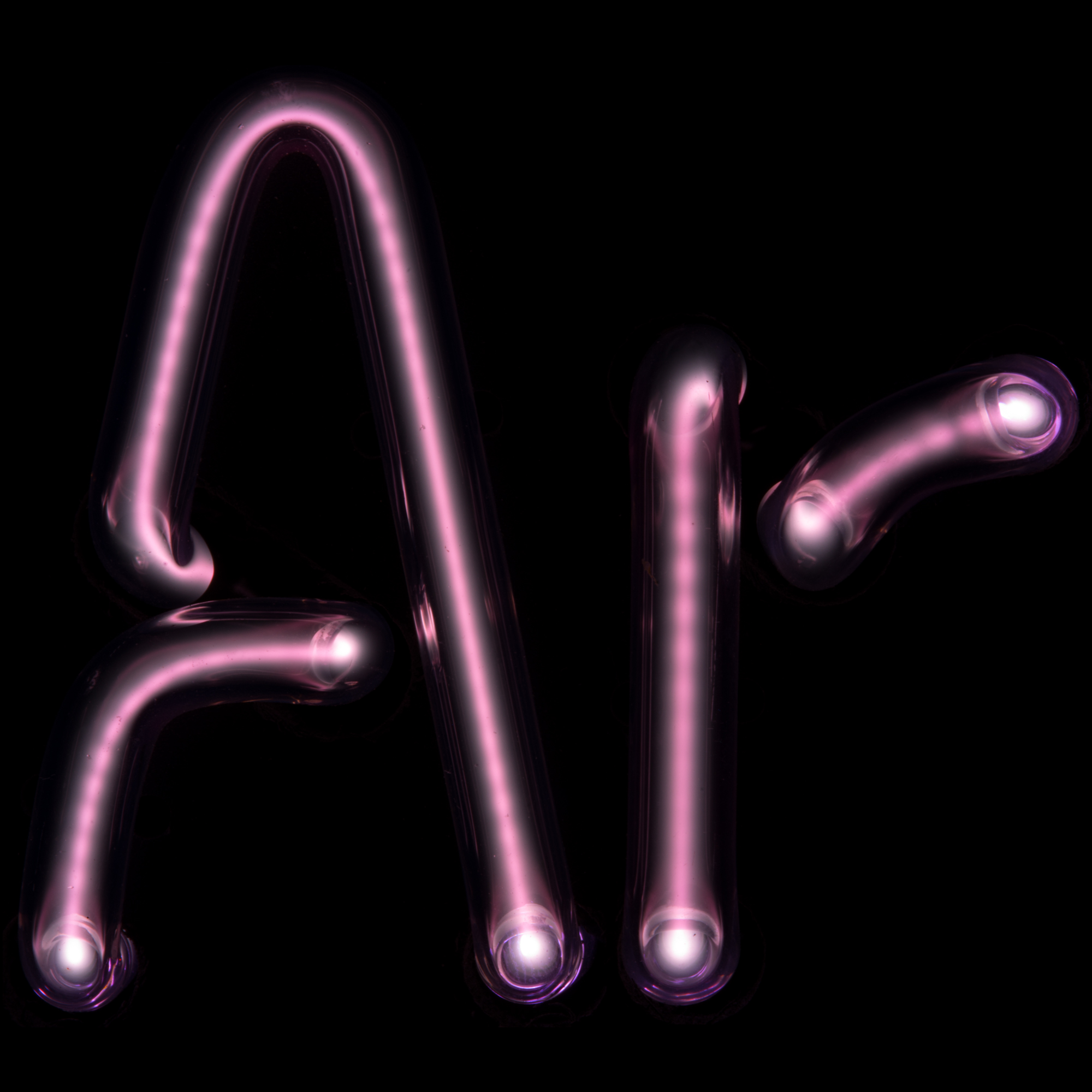
Colore emesso da un tubo riempito di Argon: viola
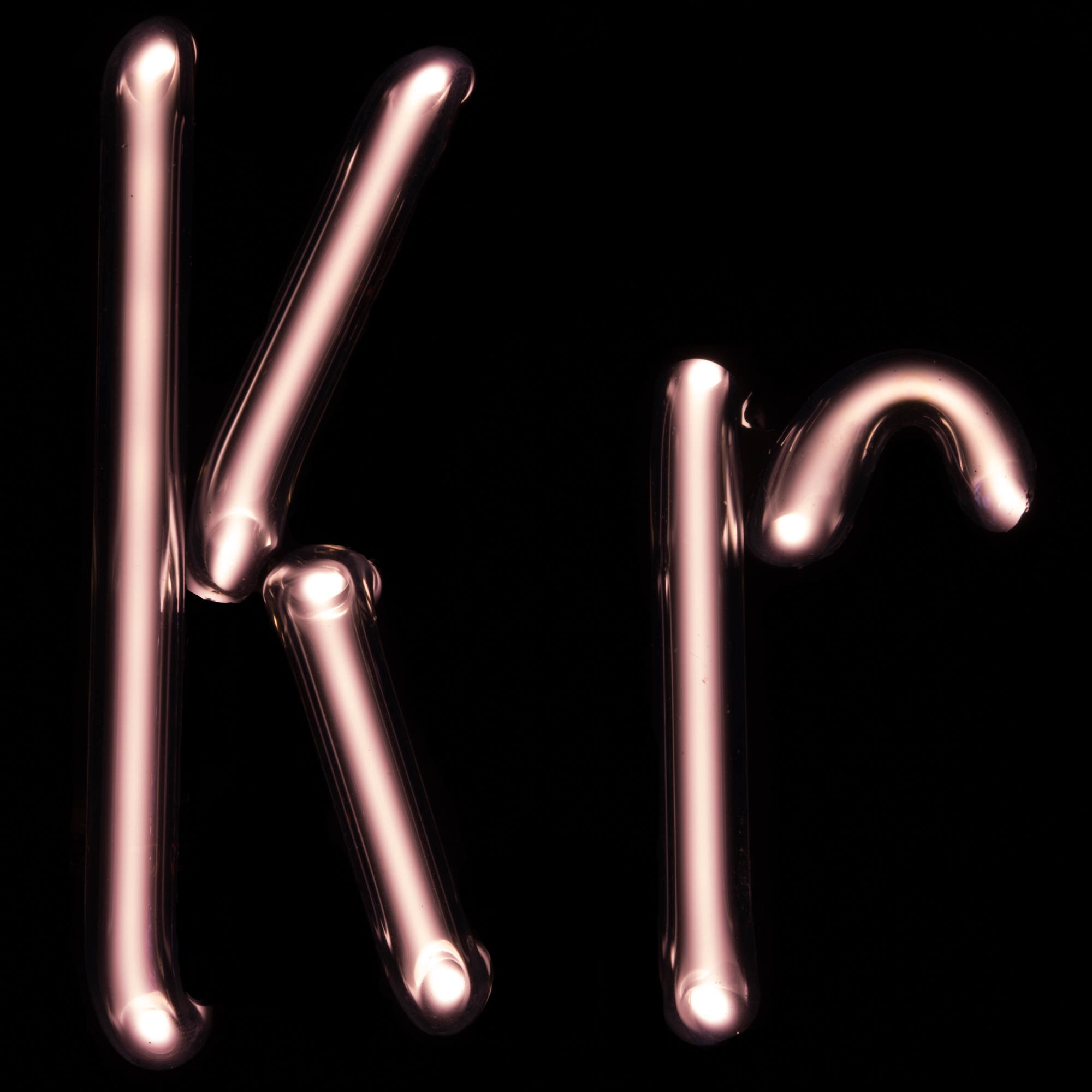
Colore emesso da un tubo riempito di Kripton: rosa
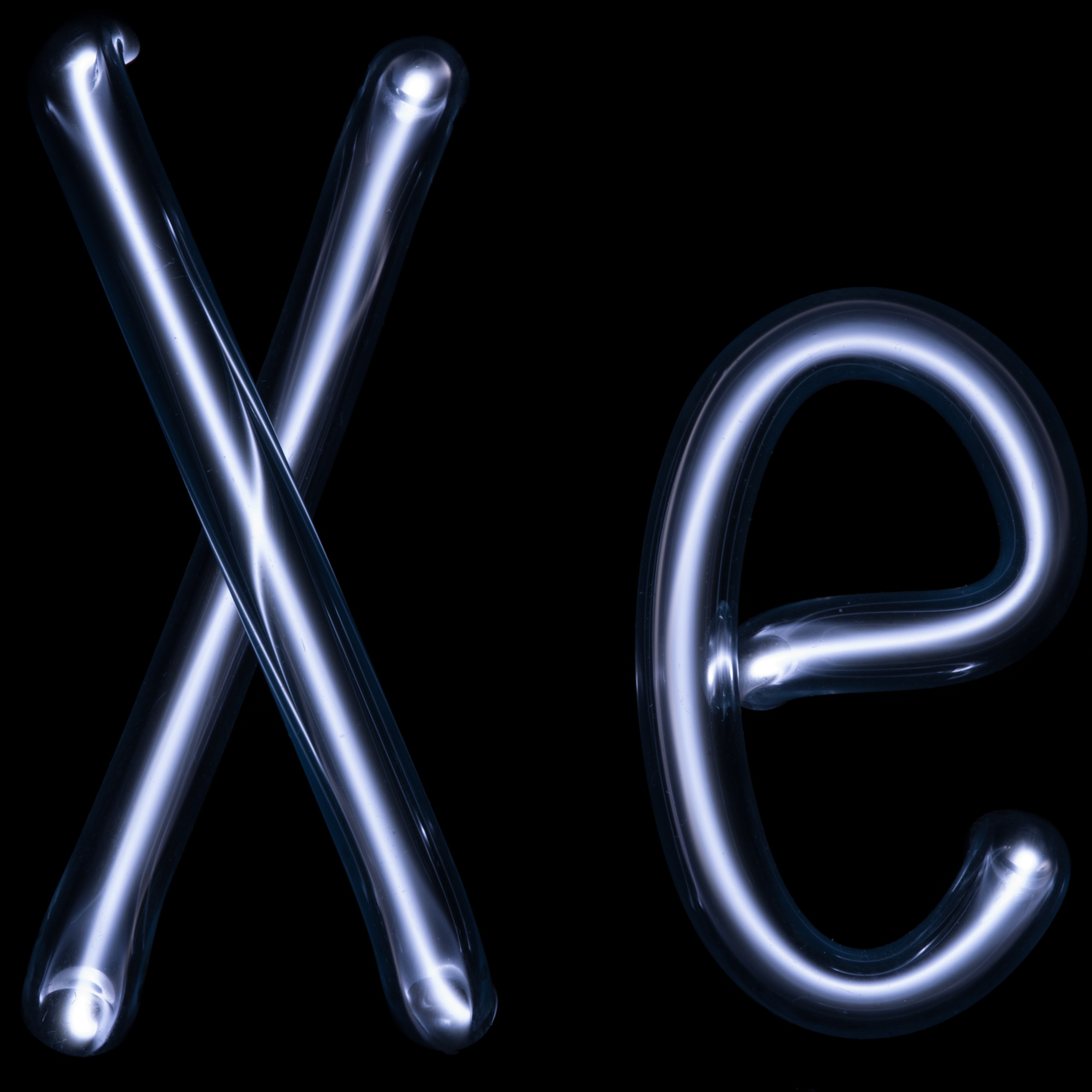
Colore emesso da un tubo riempito di Xeno: blu

La modalità più semplice per generare un plasma consiste nell'applicare un campo elettromagnetico sufficientemente intenso a una miscela gassosa. Esistono diverse classificazioni che dipendono dalle condizioni operative utilizzate per la generazione del plasma. Esistono infatti delle distinzioni in funzione di:

### Pressione del gas
Per quanto riguarda la pressione, si effettua una distinzione tra bassa pressione, media pressione e pressione atmosferica. Nel primo caso la miscela gassosa ha una pressione inferiore ai 10 mTorr (~1 Pa), mentre nel secondo caso l'ordine di grandezza è di 100 Torr (~100 Pa). Un tipico esempio di plasma generato artificialmente a bassa pressione è costituito dalle lampade al neon. Il plasma a pressione atmosferica (760 Torr o 101 325 Pa) viene invece utilizzato a livello industriale per la produzione di Ozono (O3) da un flusso di ossigeno (O2) puro.

### Tipo di sorgente
Diversi tipi di sorgente possono essere utilizzati: corrente continua (Direct Current - DC), corrente alternata con radiofrequenze (3 kHz – 300 GHz), sorgenti pulsate e microonde.

### Temperatura del gas di background
Un importante parametro che caratterizza il plasma è la temperatura del gas di background, cioè la temperatura della miscela di molecole neutre. È infatti possibile effettuare una distinzione tra plasma freddo e di alta temperatura. Un plasma "freddo" è caratterizzato da temperature che variano tra quella atmosferica e circa 1000 K, mentre la temperatura degli elettroni, che dipende dall'intensità del campo elettromagnetico, è generalmente dell'ordine dei 104 K (100-101 eV). Data la grande differenza tra i due valori, spesso ci si riferisce a questa situazione con il termine "plasma di non-equilibrio".

### Grado di ionizzazione
Un'altra caratteristica del plasma è il suo grado di ionizzazione. Viene definito come il rapporto tra la densità delle molecole ionizzate e quella totale. Si può distinguere tra plasma debolmente, parzialmente o completamente ionizzato. Esistono due principali tipologie di processi collisionali: ioni-elettroni e molecole neutre-elettroni. Le prime sono generalmente più frequenti per via delle forze elettrostatiche (forza di Coulomb). In un plasma debolmente o parzialmente ionizzato i principali processi collisionali coinvolgono molecole neutre ed elettroni, mentre un plasma completamente ionizzato è dominato da collisioni tra ioni ed elettroni. Per quest'ultimo caso non è necessario che il grado di ionizzazione sia unitario, perché anche una miscela che raggiunge il valore di 0.01% può essere considerata completamente ionizzata.

### Elettronegatività
L'elettronegatività di un plasma è definita in maniera analoga al grado di ionizzazione, cioè come il rapporto tra la densità degli ioni negativi e la densità di elettroni. La presenza di ioni carichi negativamente all'interno di una miscela gassosa è una conseguenza della predisposizione di alcuni atomi/molecole di attrarre elettroni e "catturarli" (attachment). Affinché un gas possa essere considerato elettronegativo la densità degli ioni negativi deve essere indicativamente 3 volte superiore a quella degli elettroni per miscele a basse pressioni (300 per gas a pressioni più elevate).

### Fattori geometrici
Un'ulteriore classificazione è realizzabile in base alla configurazione geometrica della strumentazione. Gli elettrodi per la generazione del plasma possono essere costituiti per esempio da due lastre piane parallele, due cilindri coassiali, una lastra piana e un elettrodo cilindrico perpendicolare ad essa.

### Produzione di un plasma

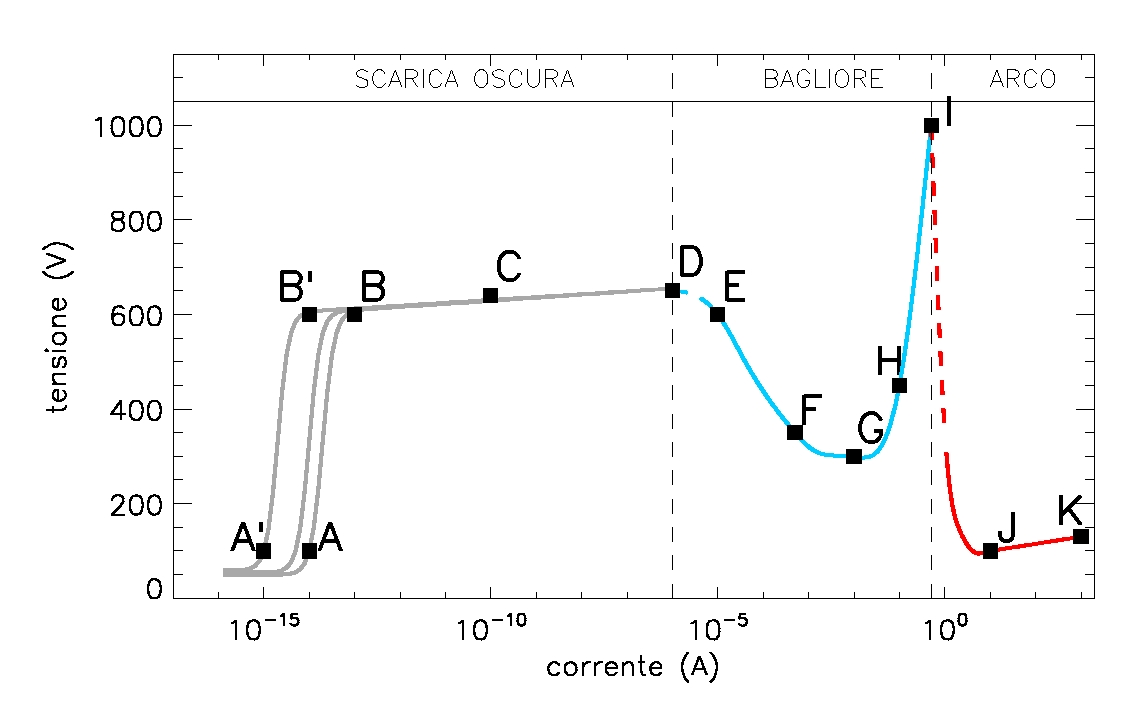
Legame tra tensione e corrente di una scarica elettrica generata in neon tra due lastre piane separate da 50 cm, alla pressione di 1 torr
A: Scariche casuali generate da raggi cosmici
B: Corrente di saturazione
C: Scarica di Townsend
D: Scarica di Townsend consistente
E: Effetto corona (instabile)
F: Scarica a bagliore (sub-normal)
G: Scarica a bagliore
H: Scarica a bagliore (abnormal)
I: Transizione ad arco elettrico
J-K: arco elettrico
Tratto A-D: scarica oscura;
Tratto F-H: scarica a bagliore;
Tratto I-K: scarica ad arco;

La legge di Paschen stabilisce il legame tra la tensione di "breakdown" per cui si forma il plasma ed il prodotto tra pressione e distanza degli elettrodi. La curva ha un minimo che dipende dal gas presente. Per esempio, per ionizzare gas Argon in un tubo lungo un metro e mezzo alla pressione di 1×10−2 mbar, occorrono circa 800 V.
Una miscela gassosa posta tra le piastre di un condensatore si comporta come un dielettrico. Applicando una tensione crescente ad una piastra, si raggiungerà ad un certo punto la situazione in cui il gas cambia comportamento, abbandonando la caratteristica di isolante e cominciando a condurre cariche elettriche. Questo fenomeno prende il nome di "breakdown". La corrente elettrica che si genera nel gas in funzione della tensione applicata ha un comportamento complesso (riportato nella figura a lato). Inizialmente, anche a tensioni molto basse, si generano piccole scariche casuali. Questo possono essere innescate da raggi cosmici oppure dalla presenza di micro-asperità sulle superfici del condensatore che intensificano localmente il campo elettrico.
Aumentando la tensione applicata si osserva un aumento della corrente fino al raggiungimento di un valore di saturazione. Questa regione (A-D nella figura a lato) prende il nome di scarica oscura ("Dark Discharge"). Un certo numero di elettroni vengono emessi dalla piastra carica del condensatore e, procedendo verso l'altra piastra, urtano le molecole del gas dando luogo ad alcune reazioni di ionizzazione. Le scariche che si formano non sono in grado di auto-sostenersi finché non viene raggiunto il punto D del grafico. In questo regime, una condizione di equilibrio viene raggiunta: un elettrone emesso dall'elettrodo è in grado di ionizzare in media una molecola e lo ione generato raggiunge l'elettrodo emettendo un altro elettrone. Descrivendo più nel dettaglio questa condizione, si ha:
1. Un elettrone viene emesso dall'elettrodo
2. Questo elettrone, dopo avere percorso una certa distanza, colliderà con una molecola generando un nuovo elettrone e uno ione. Il numero di elettroni generati dal primo elettrone per successive ionizzazioni avrà un carattere esponenziale.
3. Gli ioni generati dalle reazioni di ionizzazione hanno carica positiva e si spostano in direzione opposta rispetto agli elettroni.
4. Ogni ione che collide con l'elettrodo di partenza ha una certa probabilità di emettere un nuovo elettrone che è in grado di innescare altre reazioni di ionizzazione (punto 2)

La formazione del plasma è accompagnata dalla formazione di luce: per questo si dice che la scarica passa dal regime di scarica oscura a quello di scarica a bagliore (glow). Questa transizione è contrassegnata da una diminuzione della tensione applicata ai capi del tubo, in quanto la formazione di cariche libere (elettroni e ioni) riduce la resistenza elettrica del gas.
Con l'instaurarsi di un regime di "glow discharge" si verificano una serie di processi collisionali diversi che portano alla generazione di una grande varietà di specie diverse: ioni, radicali e specie eccitate. Queste ultime in particolare sono specie neutre che presentano configurazioni elettroniche di non-equilibrio e possiedono un contenuto energetico superiore rispetto alle corrispettive specie neutre. Trovandosi in una condizione di non-equilibrio, queste specie tenderanno a riportarsi in una condizione di stabilità. L'energia in eccesso viene quindi liberata sotto forma di fotoni tramite i seguenti fenomeni:
- radiazione di frenamento (Bremsstrahlung) di elettroni emessi o ricatturati da un nucleo;
- radiazione di riga da parte di atomi neutri o parzialmente ionizzati

Se a questo punto la tensione ai capi del tubo viene ulteriormente aumentata, la scarica passa dal regime di "glow" a quello di arco: la luminosità della scarica aumenta ancora, e la tensione subisce un altro brusco calo (come nel passaggio dal regime di scarica oscura a quello di scarica a bagliore). Questo regime è caratterizzato da correnti elettroniche elevate che vengono trasferite da un elettrodo all'altro con la formazione di scariche continue e visibili, chiamate archi. Le collisioni tra elettroni e molecole lungo un arco producono calore. Il riscaldamento generato fa sì che le scariche ad arco vengano considerate plasmi termici, dove il gas viene riscaldato fino al raggiungimento di temperature elevate.
Riassumendo, in un tubo rettilineo un gas ionizzato a seconda della tensione applicata e della corrente presente nel gas attraversa i seguenti regimi:
- scarica oscura
- scarica a bagliore (glow)
- arco

## Caratteristiche

### Quasi neutralità e schermaggio di Debye
Il termine plasma viene usato per un insieme di particelle cariche che globalmente si mantiene neutro. Questa è la definizione comunemente accettata, anche se esistono sistemi particolari chiamati plasmi, costituiti da una sola specie (per es., elettroni, da cui il nome di plasmi elettronici).
Il paragone che spesso viene usato è quello della gelatina rosa, che nel suo interno contiene particelle che singolarmente sono rosse e bianche, ma che l'occhio percepisce nella sua globalità come rosa. Come nella gelatina esiste una minima distanza spaziale per la quale è possibile vedere le particelle rosse e bianche come separate, così nel plasma esiste una scala spaziale alla quale elettroni e ioni si muovono in modo indipendente: questa minima distanza viene chiamata lunghezza di Debye.
In sostanza, dentro il plasma deve essere sempre verificato che ne = ΣZ·ni, ossia deve essere rispettata la condizione di neutralità di carica ne = ni, dove ne è la densità di elettroni, ed ni è la densità di ioni, Z il numero atomico dello ione.
Per mantenere questa condizione, dentro il plasma si forma un campo elettrico, detto ambipolare, che tende a frenare gli elettroni, e ad accelerare gli ioni (tendenzialmente, gli elettroni sono più veloci a diffondere).
Dentro il plasma si forma un campo elettrico corrispondente all'energia potenziale:
{\displaystyle \,U\propto {\frac {e^{2}n(0)}{\varepsilon _{0}}}\;L^{2}} .
Come si vede, il potenziale è tanto più grande, quanto maggiore è la densità di carica al centro del plasma, n(0). Se l'energia potenziale supera l'energia di agitazione termica, si ha diffusione ambipolare; se l'energia potenziale è inferiore all'energia cinetica delle particelle, si ha diffusione libera.
La relazione di uguaglianza definisce l'energia minima che le particelle devono avere per poter muoversi liberamente: questa energia minima definisce anche la minima lunghezza entro la quale le particelle possono diffondere, cioè la lunghezza di Debye:
{\displaystyle \,\lambda _{D}={\sqrt {\frac {\varepsilon _{0}\;k_{B}T}{e^{2}n(0)}}}} .
dove kB è la costante di Boltzmann e T è la temperatura.
Possiamo quindi definire con più precisione un plasma come un sistema le cui dimensioni sono molto più grandi della lunghezza di Debye, ossia {\displaystyle \lambda _{D}\ll L}, dove L è la dimensione tipica del sistema. Per un gas ionizzato è comunque molto raro che sia {\displaystyle \lambda _{D}\gg L}, anche perché questo comporterebbe delle densità molto basse (da notare che la densità di cariche {\displaystyle n} compare a denominatore).
La lunghezza di Debye è la radice del rapporto tra la temperatura (in unità energetiche, come il joule e l'elettronvolt) e la densità numerica:
```
   

  

    

      

        

          
λ

          

            
D

          

        

        
=

        

          

            

              
T

              
n

            

          

        

      

    

    
{\displaystyle \lambda _{D}={\sqrt {\frac {T}{n}}}}

  

 .
```

Nei plasmi di laboratorio questa lunghezza è pertanto dell'ordine di decine di micron.

### Fenomeni collettivi
La lunghezza di Debye definisce quindi una minima lunghezza per il moto indipendente di elettroni e ioni: dentro una sfera di raggio {\displaystyle \lambda _{D}} (detta sfera di Debye) possono avvenire processi di particella singola. Al di fuori della sfera di Debye il comportamento di elettroni e ioni è determinato dal campo elettrico ambipolare, cioè dalla parte a lungo raggio del potenziale elettrostatico. In sostanza, elettroni e ioni si muovono gli uni rispetto agli altri come fossero un corpo unico.
Questo fenomeno dà origine ai cosiddetti moti collettivi. Gli urti fra elettroni e ioni tramite la forza di Coulomb è nei plasmi un fenomeno collettivo, dove le interazioni a più corpi dominano rispetto alle collisioni binarie (a differenza dei gas neutri, dove le collisioni sono essenzialmente un fenomeno binario). Tipicamente, il libero cammino medio delle collisioni di Coulomb è maggiore della lunghezza di Debye.
Un altro importante fenomeno collettivo è costituito dalle oscillazioni di plasma.
Supponiamo che una "fetta" di elettroni di sezione {\displaystyle S} si sposti di una quantità {\displaystyle x} nella direzione ortogonale a {\displaystyle S}. Si formerà un campo elettrico perpendicolare alla superficie {\displaystyle S}:
{\displaystyle \,E={\frac {\sigma }{\varepsilon _{0}}}\mathbf {e} _{x}} .
dove {\displaystyle \sigma } è determinato dalla densità superficiale di carica elettronica:
{\displaystyle \,\sigma ={\frac {n_{e}e\;S\;x}{S}}=en_{e}x} .
Combinando le due espressioni si ottiene che la forza netta agente sugli elettroni è:
{\displaystyle \,F=-{\frac {n_{e}e^{2}}{\varepsilon _{0}}}x} .
La legge della dinamica per gli elettroni diventa quindi:
{\displaystyle \,m_{e}{\ddot {x}}+{\frac {n_{e}e^{2}}{\varepsilon _{0}}}x=0} .
che è un moto armonico di pulsazione
{\displaystyle \,\omega _{p,e}=\left({\frac {n_{e}e^{2}}{m_{e}\varepsilon _{0}}}\right)^{1/2}} .
detta frequenza di plasma. Inserendo le costanti fisiche, si ottiene il valore numerico:
{\displaystyle \,f_{p,e}={\frac {\omega _{p,e}}{2\pi }}=8,98\times n_{e}^{1/2}(\mathrm {m} ^{-3})\;\mathrm {Hz} } .
Inserendo un valore di densità tipico di un plasma da fusione (per esempio, un Tokamak), si ottiene che la frequenza di plasma è dell'ordine di 1011 Hz, che è una frequenza molto elevata.
Si deduce pertanto che il campo elettrico dovuto ad eventuali disomogeneità di carica in un plasma viene suddiviso in una parte a corto raggio (le diffusioni libere nella sfera di Debye), e in una parte a lungo raggio (fenomeni collettivi come la frequenza di plasma). Se siamo tuttavia interessati a fenomeni che avvengono su scale spaziali più grandi della sfera di Debye e su scale temporali più lente della frequenza di plasma, il plasma può essere trattato come un fluido neutro in cui i campi elettrici (spontanei) sono nulli.
Questo è l'approccio seguito per esempio dalla magnetoidrodinamica. Nella maggior parte dei plasmi, la lunghezza di Debye è abbastanza piccola e la frequenza di plasma abbastanza grande da soddisfare senza problemi questa condizione.

### Ordini di grandezza per i plasmi

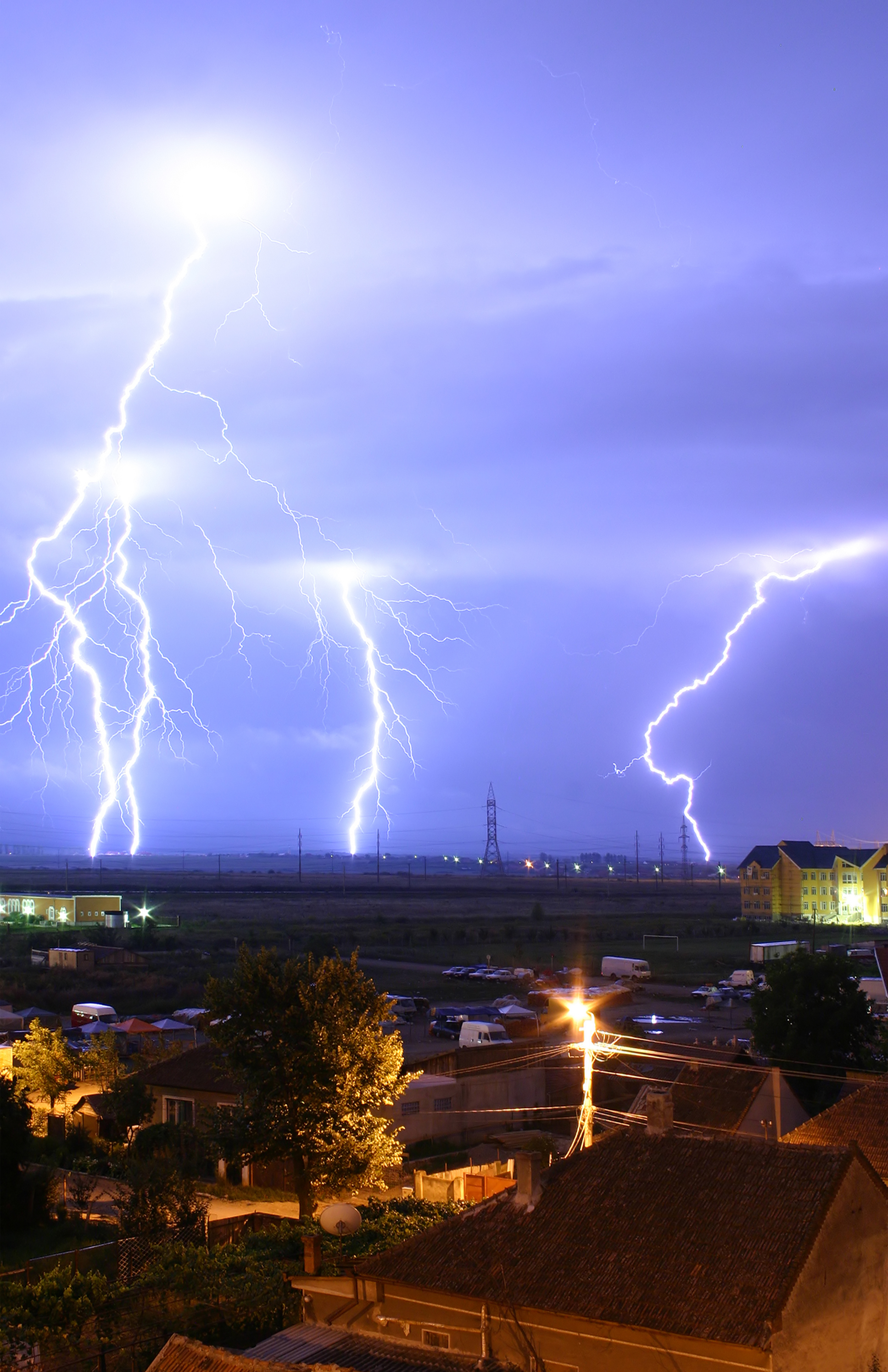
Il fulmine è un esempio di plasma presente sulla Terra. I valori tipici di una scarica in un fulmine sono una corrente di 30 000 ampere, una tensione di 100 milioni di volt, e l'emissione di luce e raggi X. Le temperature del plasma in un fulmine arrivano a 28 000 kelvin, e le densità di elettroni possono arrivare a 10^{24}/m³.

Un plasma quindi si caratterizza per alcune grandezze, fra cui alcune (temperatura e densità di particelle cariche) sono tipiche di un fluido; altre, come la lunghezza di Debye e la frequenza di plasma, sono caratteristiche del plasma come insieme di cariche in movimento.
I plasmi presenti in natura e in laboratorio si caratterizzano per una grande varietà nella grandezza di questi parametri.
Nella tabella che segue sono riportati gli ordini di grandezza per una serie di plasmi: si ricordi che una temperatura di 1 eV corrisponde a circa 11 600 kelvin, e che la densità dell'aria è di circa 1025 particelle per metro cubo. Si riconosce subito che la maggior parte dei plasmi sono caratterizzati da alte temperature elettroniche: si va dai quasi 30 000 gradi di un fulmine, fino ai milioni di gradi del nucleo solare e degli esperimenti di fusione termonucleare. I plasmi interstellari sono invece caratterizzati da densità molto basse (e quindi, relativamente grandi lunghezze di Debye).
Dato che nella espressione della lunghezza di Debye compare un rapporto di temperatura e densità, ciò non impedisce che si possano produrre plasmi a temperatura ambiente: sono i cosiddetti plasmi freddi, per i quali gli ioni sono effettivamente a temperatura ambiente, ma gli elettroni hanno una temperatura di qualche elettronvolt.
| Plasma               | densità (m−3) | temperatura (eV) | dimensione (m) | lunghezza di Debye (m) | frequenza di plasma (Hz) |
| -------------------- | ------------- | ---------------- | -------------- | ---------------------- | ------------------------ |
| gas interstellare    | 106           | 0,01             | 1019           | 0,7                    | 104                      |
| vento solare         | 107           | 10               | 1011           | 7                      | 3×104                    |
| corona solare        | 1012          | 102              | 107            | 0,07                   | 107                      |
| interno del Sole     | 1032          | 103              | 7×108          | 2×10−11                | 1017                     |
| plasma termonucleare | 1020          | 104              | 10             | 7×10−5                 | 1011                     |
| scarica ad arco      | 1020          | 1                | 0,1            | 7×10−7                 | 1011                     |
| fulmine              | 1024          | 2                | 103            | 10−8                   | 1012                     |
| ionosfera            | 1012          | 0,1              | 104            | 2×10−3                 | 107                      |

### Fenomeni dissipativi
Il plasma è composto di ioni ed elettroni. L'interazione tramite la forza di Coulomb fra queste specie porta ad urti (generalmente elastici), che sono origine di effetti dissipativi. Il primo e più importante effetto è la comparsa di resistività. La presenza di urti di tipo coulombiano introduce una resistività, che, secondo la previsione teorica di Spitzer è data dalla relazione:
{\displaystyle \,\eta _{Spitzer}=5\times 10^{-5}\;{\frac {Z\;\log \Lambda }{T_{e}^{3/2}}}\;\Omega \,\mathrm {m} } .
dove logΛ è una quantità nota come logaritmo di Coulomb, ed è praticamente costante per gran parte dei plasmi di laboratorio, dove varia fra 10 e 20 in un ampio intervallo di parametri. Z è il numero atomico medio delle specie ioniche presenti nel plasma (per un plasma di idrogeno, Z = 1).
Inserendo i valori di un plasma di idrogeno di interesse fusionistico (Te = 1000 eV), si ricava un valore di resistività di 2×10−8 Ω·m, che è un valore tipico del rame a temperatura ambiente. I plasmi sono quindi degli ottimi conduttori di corrente, e questa proprietà è tanto migliore quanto più alta è la temperatura (la temperatura compare a denominatore nella relazione di Spitzer).

### Plasmi in campi magnetici
Un plasma, essendo un buon conduttore di corrente, è anche molto sensibile alla applicazione di campi magnetici. In realtà, siccome un plasma è spesso formato da una scarica elettrica dentro un gas, il plasma risente del campo magnetico formato dalla corrente che lo percorre. Per questo motivo si parla di campo magnetico auto-generato.
Le particelle cariche in un campo magnetico seguono una traiettoria elicoidale (detta anche moto di ciclotrone) secondo l'equazione di Larmor, che definisce il raggio di Larmor
{\displaystyle \,\rho ={\frac {mv_{\perp }}{Z\left|e\right|\,B}}} .
dove {\displaystyle v_{\perp }} è la velocità della particella perpendicolare al campo magnetico, m è la sua massa, B è l'intensità del campo magnetico e Ze è la carica dello ione (per l'elettrone, Z = 1).
Dall'espressione per il raggio di Larmor si deduce che una particella carica in un campo magnetico è vincolata a percorrere una traiettoria che si può allontanare al più di una quantità {\displaystyle \rho } dalla linea di campo magnetico.
Il moto del centro dell'elica viene detto moto del centro guida: i modelli matematici che descrivono il moto del plasma in termini di moto del centro guida sono detti codici di centro guida.
Su questa proprietà si basano inoltre i dispositivi di confinamento magnetico nell'ambito della ricerca sulla fusione nucleare.
La presenza di un campo magnetico introduce però una complicazione in più, in quanto separa la direzione parallela al campo (nella quale si ha una rapida termalizzazione delle particelle) dalla direzione perpendicolare. Un plasma in un campo magnetico è quindi un mezzo altamente anisotropo.
La presenza del campo magnetico suddivide inoltre i plasmi in base al loro comportamento magnetico, ossia in plasmi diamagnetici e paramagnetici. Anche se il comportamento più comune per un buon conduttore è di essere diamagnetico, esistono numerosissimi esempi di plasmi paramagnetici, nei quali cioè il campo magnetico esterno viene accresciuto, e persiste per tempi molto lunghi. Questi fenomeni vengono chiamati fenomeni di dinamo, in analogia alla dinamo in elettrotecnica.
Un approccio totalmente differente al problema dei moti di un plasma in campo magnetico è fornito dalla magnetoidrodinamica o MHD, dove il moto delle particelle in un campo elettromagnetico viene risolto a partire dall'integrazione delle equazioni di Navier-Stokes con le Equazioni di Maxwell. Nonostante la apparente semplificazione (invece di seguire il moto di un numero enorme di particelle, si segue l'evoluzione della velocità fluida del plasma, che è un campo tridimensionale), la MHD si presta a descrivere un numero molto vasto di fenomeni di plasma, come l'insorgere di instabilità, filamenti e jets.

## Riassunto: gas neutro contro plasma
Come detto sopra, un plasma è il quarto stato della materia. Cosa lo distingue, per esempio, da un gas, a cui dovrebbe tutto sommato assomigliare molto? Le differenze sono elencate nella tabella seguente:
| Proprietà                 | Gas                                           | Plasma |
| ------------------------- | --------------------------------------------- | --- |
| Conducibilità elettrica   | Molto bassa                                   | Molto alta - Per molti scopi, il campo elettrico in un plasma può essere considerato come nullo (a parte il campo elettrico ambipolare). Quando una corrente fluisce nel plasma, c'è una caduta di potenziale (anche se piccola); gradienti di densità sono associati a un campo elettrico. - La possibilità di condurre corrente elettrica fa sì che il plasma risponda molto bene a campi magnetici, formando una varietà enorme di fenomeni, come filamenti, jets, e strutture coerenti. - Fenomeni collettivi sono molto comuni, perché il campo elettromagnetico è un'interazione a lungo raggio. |
| Specie indipendenti       | Una                                           | Due o più Elettroni, ioni, e atomi neutri possono essere distinti in base alla loro velocità e temperatura. L'interazione fra queste specie porta a fenomeni dissipativi (viscosità, resistività) e all'insorgere di onde e instabilità. |
| Distribuzione di velocità | Maxwell                                       | Può essere non-Maxwelliana Mentre le collisioni tendono a portare a una distribuzione di equilibrio Maxwelliana, i campi elettrici possono influenzare le velocità delle particelle differentemente, dando origine a fenomeni come gli elettroni runaway. |
| Interazioni               | Binarie Collisioni a due corpi sono la norma. | Collettive Ogni particella interagisce contemporaneamente con molte particelle. Le interazioni collettive sono più importanti di quelle binarie. |